# أنتونيا داردر
أنتونيا داردر (مواليد 1952) هي باحثة وفنانة وشاعرة وناشطة أمريكية من بورتوريكو. وهي حاصلة على كرسي ليفي الرئاسي الممنوح للأخلاقيات والقيادة الأخلاقية في كلية التربية في جامعة لويولا ماريماونت. وهي أيضًا أستاذة فخرية في السياسة التعليمية والتنظيم والقيادة في جامعة إلينوي في أوربانا شامبين.